# Казе Пекеро (Асти)
Казе Пекеро је насеље у Италији у округу Асти, региону Пијемонт.
Према процени из 2011. у насељу је живело 10 становника. Насеље се налази на надморској висини од 272 м.